# Großsteingrab Axelshof

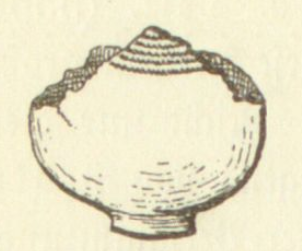
Schnurverziertes Gefäß aus dem Grab

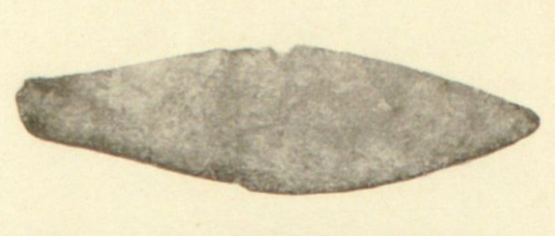
Feuerstein-Speerspitze aus dem Grab

Das Großsteingrab Axelshof war eine megalithische Grabanlage der jungsteinzeitlichen Trichterbecherkultur bei Axelshof, einem Ortsteil von Kummerow im Landkreis Mecklenburgische Seenplatte (Mecklenburg-Vorpommern). Es wurde wohl um 1904 zerstört. Sein genauer Standort ist nicht überliefert. Über das Grab ist lediglich bekannt, dass es sich um ein „längliches, 4 Fuß [ca. 1,2 m] hohes Hünengrab von Stein“ gehandelt hat. Der genaue Grabtyp lässt sich anhand dieser Angaben nicht bestimmen. Aus der Anlage wurden ein schnurverziertes Keramikgefäß und eine Speerspitze aus Feuerstein geborgen, die wohl aus einer Nachbestattung der endneolithischen Einzelgrabkultur stammen und ins Museum von Stettin gelangten.